# Fantasma Rosso
Fantasma Rosso (Red Ghost), il cui vero nome è Ivan Kragoff, è un personaggio dei fumetti, creato da Stan Lee (testi) e Jack Kirby (disegni), pubblicato dalla Marvel Comics. La sua prima apparizione avviene in The Fantastic Four (prima serie) n. 13 (aprile 1963).

## Biografia del personaggio
Volendo emulare l'impresa dei Fantastici Quattro ed essere il primo a sbarcare sulla luna, dopo aver studiato a fondo i supereroi, l'astronauta sovietico Ivan Kragoff, insieme a tre primati a lui asserviti, riuscì a partire per lo spazio a bordo di una navicella costruita con un materiale trasparente appositamente progettato per consentire ai raggi cosmici di filtrare all'interno.
In seguito al bombardamento di raggi cosmici Ivan acquisì la capacità di togliere "sostanza" al proprio corpo rendendolo penetrabile dagli oggetti ed assunse lo pseudonimo Fantasma Rosso; nemmeno i tre primati rimasero immuni alle radiazioni: il gorilla sviluppò una forza erculea, l'orango la capacità di controllare i campi magnetici e il babbuino la capacità di trasformarsi in altri oggetti.
Una volta sbarcato nell'Area Blu della Luna, Fantasma Rosso si scontrò con la Cosa ma prima che la lotta fra i due terminasse, Uatu l’osservatore intervenne. Poiché Stati Uniti e Russia erano sul punto di cominciare una guerra distruttiva, egli propose ai Fantastici Quattro e al Fantasma Rosso di combattere in rappresentanza delle rispettive nazioni.
Il Fantasma fu sconfitto grazie a uno strumento congegnato da Reed che lo congelò. I tre primati riuscirono a liberare il loro capo dalla paralisi ma si rivoltarono contro di lui.
La rivalità tra il Fantasma Rosso e i Fantastici Quattro si mantenne, e anzi divenne sempre più aspra, negli anni seguenti fino a quando il Dr. Strange riuscì a esiliarlo in un altro universo.

## Altri media
- Appare nella serie animata I Fantastici Quattro, episodio n. 15 del 21 ottobre 1967 intitolato Tutto cominciò in Yancy Street (inglese: It Started on Yancy Street).
- Appare sporadicamente nella serie animata Avengers - I più potenti eroi della Terra.
- Compare in un episodio di Hulk e gli agenti S.M.A.S.H..
- Il Fantasma Rosso sarebbe dovuto apparire come antagonista minore nel 37° film del Marvel Cinematic Universe I Fantastici Quattro - Gli inizi (2025), interpretato da John Malkovich. Comparso in alcuni trailer, il personaggio è stato poi rimosso dal montaggio finale.[2] Nonetheless, una delle sue Super-Scimmie fa comunque un cameo e il personaggio viene brevemente citato.[3]